# Rudolf Wenninger
Rudolf Wenninger (Monaco di Baviera, 22 aprile 1890 – Merano, 13 marzo 1945) è stato un generale tedesco, distintosi come ufficiale della Kaiserliche Marine imbarcato sui sommergibili durante la prima guerra mondiale, dove venne decorato con l'Ordine Pour le Mérite. Nel corso del conflitto affondò 97 navi mercantile, per un totale di 102635 GRT, e ne danneggiò altre 7 per un totale di 27849 GRT.

## Biografia
Nacque il 23 maggio 1891 a Monaco di Baviera, figlio del futuro tenente generale bavarese Karl Ritter von Wenninger. Entrò come guardiamarina nella Kaiserliche Marine il 3 aprile 1909, e successivamente completò il suo addestramento di base sulle navi scuola Freya e Charlotte. Il 1º aprile 1908 iniziò a frequentare l'Accademia navale di Murwik, dove fu promosso fähnrich zur see. Successivamente seguì un corso di tre mesi presso la scuola di artiglieria navale e sulla nave scuola siluri Württemberg. Questo fu seguito da un ulteriore addestramento della fanteria di marina con il 2º Battaglione navale fino al 30 settembre 1909. Partì poi per l'Asia orientale per prestare servizio sull'incrociatore corazzato Scharnhorst dal 26 novembre 1909. Fu promosso leutnant zur see il 28 settembre 1910. Dopo aver prestato servizio sulla nave stazionaria, tornò in Germania il 14 novembre 1911 e fu inizialmente assegnato alla 1ª Divisione navale come ufficiale di compagnia. Dal 1º aprile 1912 al 12 settembre 1913 prestò servizio come ufficiale di compagnia nel V. Reparto artiglieria navale, e poi fu trasferito sull'avviso Pfeil come ufficiale di guardia e radiotelegrafista e qui fu promosso oberleutnant zur see il 27 settembre 1913.  Rimase sul Pfeil oltre anche dopo lo scoppio della prima guerra mondiale fino al 30 novembre 1914, per poi trasferirsi con lo stesso ruolo sulla nave da battaglia Kaiser Friedrich III. Fece domanda di trasferimento sui sommergibili, effettuando l'addestramento dal 13 gennaio al 26 marzo 1915.
Inizialmente fu comandante dei battelli scuola UB 9 e UB-11 e poi dello UB 17 fino al 2 luglio 1916. Il suo servizio fu brevemente interrotto perché seguì la costruzione del nuovo sottomarino UC 17 presso il cantiere navale Blohm + Voss ad Amburgo, di cui divenne il primo comandante dopo la sua messa in servizio il 21 luglio 1916. Successivamente lo UC-17 entrò a far parte della flottiglia sottomarini delle Fiandre. Dopo aver assunto il comando dello UB-55 il 15 giugno 1917, fu promosso kapitänleutnant il 16 novembre 1917.
Con i sottomarini al suo comando riuscì ad affondare entro la fine della guerra un totale di 97 navi mercantili per un totale di 100.306 tonnellate di stazza. Considerato uno dei comandanti di sottomarini di maggior successo della prima guerra mondiale, fu insignito di entrambe le classi della Croce di Ferro, della Croce di Cavaliere dell'Ordine di Hohenzollern con le spade, dell'Ordine al Merito Militare Bavarese di IV Classe con le spade e della Croce Anseatica di Amburgo e Brema. Il 30 marzo 1918 venne insignito dell'Ordine Pour le Mérite.
Il 22 aprile 1918 lo UB-55 salpò da Zeebrugge per un'altra missione di pattugliamento e urtò una mina navale affondando. Dei 29 membri dell'equipaggio, solo sei uomini, lui compreso, riuscirono a salvarsi e vennero fatti prigionieri di guerra dalle forze navali britanniche.
Fu liberato il 23 ottobre 1919, e inizialmente messo a disposizione del quartier generale di Kiel. Nel gennaio 1920 fu assegnato alla III. Marine Brigade di cui fu comandante della compagnia comando fino al 31 maggio 1920. Il 1º giugno successivo transitò nella Reichsmarine, assegnato inizialmente alla divisione cadetti della stazione navale del Mar Baltico. Dal 12 luglio 1920 al 9 novembre 1921 prestò servizio come comandante della 6ª mezza flottiglia dragamine. Fu brevemente assegnato come comandante della compagnia cadetti alla III Flottiglia di dragamine dal 1º al 22 agosto 1920. Nel novembre 1921 e dal 4 gennaio al 1º aprile 1922 comandò la nave scuola Thetis e fu temporaneamente capo della 5ª mezza flottiglia dragamine dal 14 novembre 1921 al 3 gennaio 1922. Dopo che il Thetis fu rimesso in servizio, fu impiegato come ufficiale di navigazione sull'incrociatore protetto. Successivamente, il 15 settembre 1924, entrò a far parte dello stato maggiore della Stazione navale del Mar Baltico per tre mesi come secondo ufficiale di stato maggiore dell'ammiraglio, di cui divenne poi aiutante e, come tale, il 1º ottobre 1926 fu promosso korvettenkapitän. Il 1º ottobre 1927 iniziò il suo servizio a bordo dell'incrociatore protetto Berlin, dove ricoprì la carica di primo ufficiale fino al 27 marzo 1929. Durante questo periodo prese parte anche all'ultimo viaggio all'estero della nave verso l'Asia orientale e l'Australia. Dopo la radiazione del Berlin, fu trasferito all'arsenale marittimo di Kiel. Ricoprì tale incarico solo per un breve periodo e il 3 aprile 1929 fu assegnato al capo dipartimento del gruppo di protezione aerea (LS) del comando navale. Dal 24 settembre 1929 al 1930 e dal 1º luglio 1930 al 29 settembre 1931 fu messo a disposizione del comandante della stazione navale del Mar Baltico e del capo dell'ufficio di comando navale. Lavorò poi per un anno come consulente presso il Reichswehrministerium a Berlino prima di assumere , come fregattenkapitän (dal 1º ottobre 1931), la carica di capo dipartimento del gruppo di protezione aerea dell'ufficio di comando navale il 1º ottobre 1932. Dopo aver lavorato lì per sei mesi, divenne capo di stato maggiore del gruppo di protezione antiaerea del Reichswehrministerium. Promosso contemporaneamente a kapitän zur see il 1º aprile 1934, passò poi a capo del dipartimento centrale presso il Reichsluftfahrtministerium per entrare nella Luftwaffe il 1º ottobre dello stesso anno. Qui ricoprì il grado di colonnello e fu impiegato presso il Reichsluftfahrtministerium fino al 31 marzo 1936. Dal 1º aprile di quell'anno al 3 settembre 1939 prestò servizio come addetto aeronautico presso l'ambasciata tedesca a Londra, venendo nel frattempo promosso al grado di maggior generale il 1º marzo 1936 e a tenente generale il 1º marzo 1938. Allo stesso tempo, fino al 31 maggio 1940, fu anche addetto aeronautico presso le ambasciate tedesche a L'Aia e a Bruxelles, dovendo gestire le conseguenze dell'incidente di Mechelen nel gennaio 1940.
Dopo lo scoppio della seconda guerra mondiale e l'occupazione dei paesi del Benelux, tornò in Patria, dove fu impiegato nello stato maggiore della 2. Luftflotte fino al 4 giugno 1941 e fu promosso generale dell'aviazione il 1º novembre 1940. Seguì un incarico nello Stato Maggiore della 3. Luftflotte fino al 18 settembre 1941 e poi nello stato maggiore del Comandante in Capo Sud. Morì a Merano, presso l'ospedale Villa Emma, il 13 aprile 1945.

### Fonti
1. 1 2 3 4 5 6 7 8 9 10 11 12 13 14 15 16 17 18 19 20 21 22 23 24 25 26 27 28 29 30 31 32 33  Bio of General der Flieger Rudolf Ralph Wenninger.
2. ↑  Ryheul 1997, p. 82.
3. 1 2 3 4  U-Boat.
4. 1 2  Scuba.